# Väsken
Väsken är en sjö i Storumans kommun i Lappland och ingår i Umeälvens huvudavrinningsområde. Sjön har en area på 1,95 kvadratkilometer och ligger 630,1 meter över havet. Sjön avvattnas av vattendraget Rönnbäcken.

## Delavrinningsområde
Väsken ingår i det delavrinningsområde (726445-146901) som SMHI kallar för Utloppet av Väsken. Medelhöjden är 692 meter över havet och ytan är 10,13 kvadratkilometer. Räknas de 2 avrinningsområdena uppströms in blir den ackumulerade arean 50,99 kvadratkilometer. Rönnbäcken som avvattnar avrinningsområdet har biflödesordning 2, vilket innebär att vattnet flödar genom totalt 2 vattendrag innan det når havet efter 367 kilometer. Avrinningsområdet består mestadels av skog (52 procent), sankmarker (15 procent) och kalfjäll (13 procent). Avrinningsområdet har 1,98 kvadratkilometer vattenytor vilket ger det en sjöprocent på 19,5 procent.